# Éxtasis (pel·lícula)
Éxtasis és una pel·lícula dramàtica espanyola dirigida el 1996 per Mariano Barroso, la seva segona pel·lícula i protagonitzada per Javier Bardem i Federico Luppi. Va participar en el 46è Festival Internacional de Cinema de Berlín.

## Argument
Tres amics, Rober, Ona i Max, mantenen una amistat plena plena de somnis de diners, poder i èxit. Fins aleshores van sobrevivint amb petits robatoris. Per tal d'assolir-los planegen robar a les seves respectives famílies i escapar sense rumb fix. Max roba al seu pare Daniel, un prestigiós director de teatre que manté una relació tempestuosa amb l'actriu excèntrica Lola. Rober es fa passar per Max i aleshores Daniel i Lola el conviden a compartir la seva vida plena de glamour i èxit.

## Repartiment
- Javier Bardem - Rober
- Federico Luppi - Daniel
- Sílvia Munt - Lola
- Daniel Guzmán - Max
- Leire Berrocal - Ona
- Alfonso Lussón - Oncle de Rober
- Guillermo Rodríguez - Quino
- Carlos Lucas - Home
- Juan Díaz - Germà d'Ona
- Elia Muñoz - Empleada
- Macarena Pombo - Ajudant
- Pep Cortés - Pare d'Ona
- Paco Catalá - Amo pensió